# Escola cirenaica
L'escola cirenaica va ser una de les anomenades escoles socràtiques menors i va perviure sobretot a Cirene (actual Líbia) de mitjans del segle iv aC fins a començaments del segle iii aC, quan va romandre pràcticament absorbida per l'epicureisme. Les seves tesis principals van ser sistematitzades per Aristip el Jove, fill d'Arete de Cirene i net d'Aristip de Cirene. A més d'aquests tres, altres representants en són Etíop de Ptolomaida, Antipatre de Cirene, Teodor de Cirene l'ateu, Epitimedes de Cirene, Parebates, Epimènides, Hegèsies i Anníceris.
Teodor, Hegèsies i Anníceris van crear corrents d'influència dins l'escola cirenaica, els teodoris, els hegesíacs i els annicerins, respectivament. Els cirenaics es relacionen amb els deixebles de l'escola d'Elis de Fedó, en especial els anomenats eretrins.
Són filòsofs que s'identifiquen amb les classes populars i defensen la llibertat de l'individu. Influenciats pel relativisme de Protàgores, consideren que la filosofia és individual i subjectiva, diferent per a cada persona i que aquesta no pot pretendre canviar el comportament de la resta. Per a ells, el coneixement es limita a l'àmbit sensible i la realitat és subjectiva. Una persona només pot tenir certesa de les seves sensacions físiques, i a partir d'aquestes construeix els seus raonaments, que seran també individuals. Defensen una postura de gest i acció, antiintel·lectualista. La natura està en la base de tot i n'ha de ser el punt de partida, una ètica que no la tingui en compte fracassarà. El bé o desitjable o de més valor s'identifica amb el que es percep com a plaer sensible, físic, corporal, en oposició al dolor. Transformen l'autodomini de Sòcrates en administració dels plaers.